# Wilhelm Bronner
Wilhelm Bronner (* 21. Oktober 1954 in Memmingen; † 3. September 2016 in Augsburg) war ein deutscher Maler, der in Deutschland und zeitweise in Australien wohnte und arbeitete. Er malte im Bereich Zeitgenössische Kunst.

„Faces“, um 2013

## Leben und Werk
Bronner war seit 1976 freischaffender Künstler. Er hatte Einzelausstellungen im In- und Ausland, beispielsweise in Washington, D.C., New York, Santiago de Chile, Olinda,  Florenz und Bourges.
1983 war seine erste Einzelausstellung in Berlin in der Galerie Horst Dietrich. Anlässlich seines 50. Geburtstages widmete ihm das Holbein-Haus in Augsburg im Jahr 2004 eine umfangreiche Einzelausstellung.
Zahlreiche Werke des Künstlers wurden von der öffentlichen Hand erworben, darunter das Kulturamt der Stadt Memmingen.
Wilhelm Bronner starb unerwartet am 3. September 2016 wenige Wochen vor Vollendung seines 62. Lebensjahres in Augsburg.

## Ehrungen und Preise
- 1981: Kunstförderpreis der Stadt Augsburg[1]
- 2004: Kunstpreis Salon international d'Art de Bourges, Frankreich[1]

## Einzelausstellungen
- 1977: Färberhaus, Augsburg
- 1980: Galerie 79, München
- 1981: Kellergalerie, Städt. Kunstsammlungen, Augsburg
- 1983: Galerie Horst Dietrich, Berlin
- 1984: Henri Gallery, Washington DC, USA
- 1984: Facchetti & Burk Gallery, New York City, USA
- 1986: Galerie Horst Dietrich, Berlin
- 1986: Henri Gallery, Washington DC, USA
- 1987: Kleines Kunsthaus, Stuttgart
- 1988: Galerie Hierling, München
- 1994: Antonspfründe, Augsburg
- 1996: Antonierhaus, Memmingen
- 1997: Salomohaus, Augsburg
- 1998: Casa Rural, Saturnia, Italien
- 1998: Palazzo Montefano, Bologna, Italien
- 1999: Goethe-Institut, Santiago, Chile
- 2000: Maison Bomfin, Olinda, Brasilien
- 2000: Theater Augsburg
- 2000: Museum Oberschönenfeld
- 2001: Städt. Galerie am Graben, Augsburg
- 2002: Galerie MZ, Augsburg
- 2003: Galerie Delannoy, La Garde Freinet, Frankreich
- 2003: UNESCO Projekt, Belgrad, Serbien und Montenegro
- 2004: Castello Galeazza, Emilia-Romagna, Italien
- 2004: Holbeinhaus, Augsburg
- 2005: Galerie Horst Dietrich, Berlin
- 2005: Universitäts-Bibliothek, Augsburg
- 2005: Stadtsparkasse Augsburg-Friedberg
- 2005: Galerie am Eichholz, Murnau
- 2006: art-Karlsruhe
- 2006: Schaezlerpalais, Städt. Kunstsammlungen, Augsburg
- 2008: Galerie Seidelstraße, Murnau
- 2008: Mozart-Jubiläum Stadt Augsburg
- 2011: Port Community Arts Center, Adelaide, Australien
- 2012: David Hall, Cochin, Kerala, Indien
- 2013 Cultural Department, Panjim, Goa, Indien
- 2014: Durbar Hall, Nationalgalerie, Kerala, Indien